# Synaphosus soyunovi
Synaphosus soyunovi Ovtsharenko, Levy & Platnick, 1994 è un ragno appartenente alla famiglia Gnaphosidae.

## Etimologia
Il nome della specie è in onore del raccoglitore degli esemplari il 1º ottobre 1984: O. Soyunov.

## Caratteristiche
L'olotipo maschile rinvenuto ha lunghezza totale è di 4,35mm; la lunghezza del cefalotorace è di 1,68mm; e la larghezza è di 1,20mm.

## Distribuzione
La specie è stata reperita nel Turkmenistan settentrionale: l'olotipo maschile è stato rinvenuto nei pressi del lago Sarygamysh, nella provincia di Daşoguz (corretta traslitterazione di Tashauz indicata nella pubblicazione).

## Tassonomia
Al 2016 non sono note sottospecie e dal 1994 non sono stati esaminati nuovi esemplari.